# خلخال قشلاق
خلخال قشلاق (به لاتین: Xalxalqışlaq) یک منطقه مسکونی در جمهوری آذربایجان است که در شهرستان اغوز واقع شده‌است. خلخال قشلاق ۲۴۹ نفر جمعیت دارد.